# Jacob Eduard Feenstra

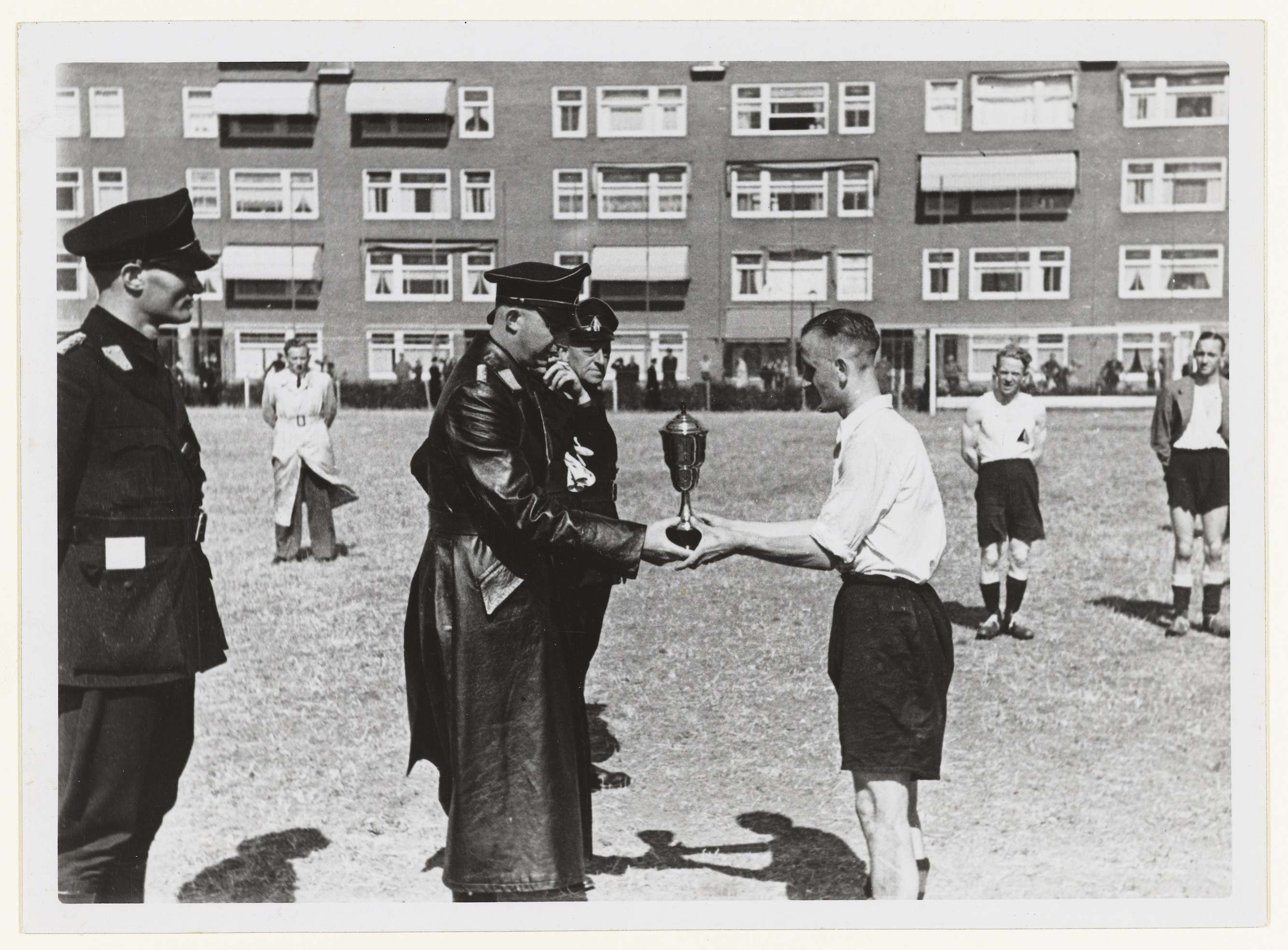
Feenstra reikt een prijs uit tijdens een sportwedstrijd van de WA (juni 1941)

Jacob Eduard Feenstra, vaak aangeduid als overste-Feenstra, (Medan (Nederlands-Indië), 18 november 1888 - Arnhem, 29 augustus 1946) was een Nederlandse politieofficier die in de Tweede Wereldoorlog nauw met de Duitse bezetter samenwerkte. Hij was hoofd van de marechaussee in het gewest Arnhem. Na de oorlog werd Feenstra ter dood veroordeeld.

## Levensloop
Feenstra was de zoon van de planter Peter Feenstra, die overleed toen zijn zoon net vijf maanden oud was. Feenstra volgde het grootste deel van zijn opleiding in Nederland waar hij in juni 1912 afstudeerde aan de Koninklijke Militaire Academie. Hij stond bekend als een bekwaam officier. Feenstra werd na het afronden van zijn studie benoemd als 2e luitenant bij het Derde Regiment Huzaren in Den Haag. Tijdens de Eerste Wereldoorlog was hij bij de grens met België gelegerd. Tijdens de mobilisatie van het Nederlandse leger in augustus 1939 werd hij commandant van de 3e verkenningsafdeling bij de Huzaren en belast met de motorisering.
Kort na de Duitse inval in Nederland, in juli 1940, meldde Feenstra zich aan als lid van de Weerbaarheidsafdeling (WA). Ook werd hij lid van de NSB. Voor veel bekenden van Feenstra kwam de overstap als een verrassing, maar in een brief aan Mussert schreef de politieman dat hij al sinds 1922 sympathie koesterde voor het fascisme. Feenstra werd in oktober 1940 aangesteld als Heerbanleider van de WA in Den Haag. Vanaf het begin van de oorlog toonde Feenstra zich zeer antisemitisch. Toen twee caféhouders in Den Haag bij het verplichte bordje Joden niet gewenst het woordje niet hadden doorgestreept, lichtte hij meteen de Sicherheitsdienst in.
Feenstra werd in mei 1942 benoemd als hoofd van het marechausseegewest Arnhem. Daaronder vielen de provincies Gelderland en Overijssel. Op dat moment had hij de rang van luitenant-kolonel. In deze positie zette hij zich volop in voor de Nederlandse bezetter. Hij zuiverde het politieapparaat. Meer dan twintig ondergeschikten kwamen terecht in gevangenschap of voor het vuurpeloton. In Putten liet de plaatselijke politie in 1943 regelmatig gearresteerde joden uit de politiecel ontsnappen. In 1943 eiste Feenstra dat elke politieman in Putten hem persoonlijk zou beloven in de toekomst joden te arresteren. Zes politiemannen weigerden en werden door Feenstra overgeleverd aan de Sicherheitsdienst. Zij werden op transport gezet naar een concentratiekamp in Duitsland, waar een van hen overleed. Feenstra had meerdere medewerkers voor zich werken die op hun beurt ook weer veel slachtoffers maakten, zoals Gerrit Stap en Eeltje Sminia.
Zelf maakte Feenstra ook zeer actief jacht op verzetsmensen, onderduikers en joden. Hij was regelmatig op pad om mensen op te sporen en ging daarbij zeer doelgericht te werk. Zo passeerde hij in augustus 1943 op een avond het dorp Zeddam. Toen hij merkte dat daar een bruiloft gaande was viel hij met zijn medewerkers binnen en arresteerde een onderduiker, de broer van de bruidegom.
Door het verzet werd ook jacht gemaakt op Feenstra. In Wolfheze werd in september 1944 een NSB-lid en bijna-naamgenoot (G.R. van Calcar Veenstra) ontvoerd. Hoogstwaarschijnlijk werd hij aangezien voor Feenstra. Van Calcar Veenstra kwam weer vrij nadat de Sicherheitsdienst dreigde met executie van gijzelaars.
Ondanks zijn nazi-sympathieën werd Feenstra nooit lid van de Germaansche SS, omdat die aansluiting van Nederland in een Groot-Germaans Rijk nastreefden. Feenstra nam op Dolle Dinsdag de benen. Hij zou een aantal dagen in Overijssel zijn gebleven. Zijn ondergeschikten verwijderden het portret van Hitler van de muur en vervingen dat door een portret van koningin Wilhelmina. Het portret van Hitler werd versierd met pruimenschillen. Toen Feenstra een paar dagen later weer opdook, brachten zij snel alles in de oorspronkelijke staat terug. Na de Slag om Arnhem werd de stad geëvacueerd. Daarna verplaatste hij zijn activiteiten naar Bathmen. Later trok hij naar Amsterdam, vanwaar hij aan het einde van de oorlog naar Duitsland zou hebben geprobeerd te vluchten.
Na de oorlog was Feenstra een van de eerste personen die door de Bijzondere rechtspleging ter dood werd veroordeeld. Koningin Wilhelmina wees een gratieverzoek af. In de ochtend van 29 augustus 1946 werd hij op de schietbaan bij de Zinkelenberg te Arnhem geëxecuteerd.

## Persoonlijk
Feenstra kreeg samen met zijn vrouw Betsij Lach de Bere vijf kinderen. Hij groeide op in de Nederlandse Hervormde Kerk, maar stapte later over naar de Doopsgezinden.